# Boundary County
Boundary County is de meest noordelijke county van de Amerikaanse staat Idaho. De county werd op 23 januari 1915 gesticht. De naam is afkomstig van het feit dat Boundary County de enige aan Canada grenzende county van Idaho is.
De county heeft een landoppervlakte van 3286 km² en telt 9871 inwoners (volkstelling 2000). De hoofdplaats is Bonners Ferry.

## Plaatsen

### Steden
- Bonners Ferry
- Moyie Springs

### Overige nederzettingen
- Copeland
- Naples